# 釋達益巴
釋達益巴（1246年—1318年），封號弘法普濟三藏大師，西域人，元朝國師八思巴的弟子，為元朝京都慶壽寺沙門。

## 生平
達益巴是西域人，不知出生於哪一個國家，年少出家受持具足戒，依止元朝帝師八思巴十三年，隨侍在國師身邊聽受法要熏陶，日久逐漸成為一位佛門法器，對大、小乘律論及秘密部法要理趣都能掌握核心精髓。八思巴返回西藏時，將他送到臨洮，命他依止綽思吉大師，前後共十九年，使達益巴佛法的造詣更加精萃。
後來釋秦人請達益巴住持古佛寺，其行持貫徹六度波羅蜜的實踐，兼通賢首宗教義，使他的德行威名傳遍朝野。元武宗即位時，特傳召達益巴請示法義，雖然武帝賜予了豐厚的賞賜，但達益巴並沒有接受。
過了不久，達益巴乞稟獲准離京返寺，本打算就此終老。不久，又再次獲召返還京城，住慶壽寺宣揚佛法。武宗親臨聽受達益巴宣講佛法，特別頒布「弘法普濟三藏」的稱號，和一方金印及一襲紫袍袈裟賞賜給達益巴，用來讚揚褒獎他，並命王公大臣們，都要向達益巴請示佛法心要。
達益巴於延祐五年（1318年）八月十六日，無疾坐化圓寂，世壽七十三歲。元仁宗下令兩宮賜予喪葬費用，皇太子、宰相等王公大臣及皇城護衛等，一同護送達益巴全身法體入塔供奉，頒賜諡號「祐聖國師」。

## 法嗣

### 師長
- 八思巴
- 綽思吉

## 外部連結
1. 寶華寺網－雙塔慶壽寺[永久]